# ارمانو والاتزا
ارمانو والاتزا (ایتالیایی: Ermanno Vallazza; ۶ مهٔ ۱۸۹۹ – ۳۰ ژانویهٔ ۱۹۷۸) دوچرخه‌سوار اهل ایتالیا بود.